# Onutul-Mic
Onutul-Mic a fost o localitate atestată în anul 1930 și situată în plasa Hotin, județul Hotin, Regatul României. Avea o populație de 366 de locuitori. Astăzi este parte a satului Onut din regiunea Cernăuți, Ucraina.